# CBAF-FM-15
CBAF-FM-15 est une station de radio canadienne francophone située à Charlottetown, dans la province de l'Île-du-Prince-Édouard. Elle est détenue et opérée par la Société Radio-Canada et affiliée à son réseau généraliste ICI Radio-Canada Première. Ses programmes sont diffusés à travers toute la province.

## Histoire
La station CBAF-FM-15 ouverte dans les années 1970 d'abord comme un simple réémetteur de CBAF-FM Moncton, Nouveau-Brunswick (sous les lettres d'appel CBAF-29-FM devenue CBAF-FM-15 le 1er septembre 1989 lors de la conversion au FM de CBAF) entre officiellement en ondes comme station à part entière en 1994.
Une émission du matin destinée à l'Île-du-Prince-Édouard est produite depuis les studios de Moncton, Nouveau-Brunswick à compter de 1986.
Le 21 novembre 2005, le CRTC autorise la Société Radio-Canada à exploiter deux réémetteurs, un à Saint Edward et un à Urbainville afin de mieux desservir la province de l'Île-du-Prince-Édouard

## Programmation régionale
- Le réveil - Île-du-Prince-Édouard - Lundi au vendredi de 6 h à 9 h

### Programmation inter-régionale
- La matinale - Édition Acadie - Lundi au vendredi de 9 h à 10 h - Émission produite par CBAF-FM Moncton et diffusée sur CBAF-FM, CBAF-FM-5 et CBAF-FM-15.
- ICI le midi - Lundi au vendredi de 12 h à 12 h 30 (sauf certains jours fériés et sauf lors de la période des fêtes de fin d'année et lors de la période estivale) - Émission produite par CBAF-FM Moncton et diffusée sur CBAF-FM, CBAF-FM-5 et CBAF-FM-15.
- L'heure de pointe Acadie - Lundi au vendredi de 16 h à 18 h - Émission produite par CBAF-FM Moncton et diffusée sur CBAF-FM, CBAF-FM-5 et CBAF-FM-15.
- Michel le samedi - Samedi de 7 h à 11 h - Émission produite par CBAF-FM Moncton et diffusée sur CBAF-FM, CBAF-FM-5 et CBAF-FM-15.
- Ça se passe ici - Samedi de 11 h à 12 h - Émission produite par CBAF-FM-5 Halifax et diffusée sur CBAF-FM, CBAF-FM-5 et CBAF-FM-15.
- Le réveil - Lundi au vendredi de 6 h à 9 h (jours fériés, période des fêtes de fin d'année et période estivale) - Émission produite en alternance par CBAF-FM-5 et CBAF-FM-15 et diffusée sur CBAF-FM-5 et CBAF-FM-15.

## Émetteurs
| Villes                         | Identifiant | Fréquence | Puissance    | Classe | Coordonnées géographiques,   | Décision CRTC |
| ------------------------------ | ----------- | --------- | ------------ | ------ | ---------------------------- | ------------- |
| Charlottetown (Station source) | CBAF-FM-15  | 88.1 FM   | 94 200 watts | C      | 46° 12′ 44″ N, 63° 20′ 29″ O |               |
| Urbainville                    | CBAF-FM-19  | 106.9 FM  | 173 watts    | A1     | 46° 27′ 37″ N, 64° 03′ 10″ O | 2005-545      |
| Saint Edward                   | CBAF-FM-20  | 97.5 FM   | 6 000 watts  | B1     | 46° 53′ 34″ N, 64° 08′ 53″ O | 2005-546      |